# Kallimachos
Kallimachos (græsk: Καλλίμαχος; ca. 310-240 f.Kr.) var en græsk digter, kritiker og bibliotekar fra Kyrene. Han virkede ved Biblioteket i Alexandria, hvor han havde ansvaret for at udfærdige kataloget (pinatekes) over alle bøger i det enorme bibliotek (kataloget alene fyldte 120 bind). Dermed lagde han grundlaget for senere studier af den græske litteraturs historie.
1. ↑  Navnet er anført på engelsk og stammer fra Wikidata hvor navnet endnu ikke findes på dansk.